# 水酸化ガリウム(III)
水酸化ガリウム(III)（すいさんかガリウム(III)、Gallium(III) hydroxide）は化学式 Ga(OH)3 で表される無機化合物である。酸やアルカリに可溶、水に不溶。酸および塩基水溶液に容易く溶解する。
{\displaystyle {\ce {{Ga(OH)3}+3H^{+}={Ga^{3+}}+3H2OM}}}
{\displaystyle {\ce {{Ga(OH)3}+ OH^- = [Ga(OH)4]^-}}}
水酸化アルミニウムより酸性が強い両性物質である。水酸化アンモニウムにも可溶。
加熱により水を失い、酸化ガリウム(III)となる。
{\displaystyle {\ce {2Ga(OH)3 ->[\Delta] Ga2O3\ + 3 H2O}}}